# أنطون كيريف
أنطون كيريف هو لاعب كرة قدم روسي في مركز الوسط، ولد في 19 يوليو 1983. لعب مع نادي أوفا.

## وصلات خارجية
- أنطون كيريف على موقع قاعدة بيانات كرة القدم.إي يو (الإنجليزية)
- أنطون كيريف على موقع Soccerway.com (الإنجليزية)